# Malawi címere

Malawi címere egy vízszintesen három sávra osztott pajzs, amelyet egyik oldalról egy oroszlán, a másik oldalról egy leopárd tart. A pajzs felső sávja világoskék és fehér színű vízszintes hullámos sávokból áll, amelyek a Malawi-tó vizét jelképezik. A középső, vörös színű sávon elhelyezkedő sárga oroszlán a brit gyarmati múltra emlékeztet, míg a legalsó, fekete sávben Afrika új hajnalát jelképezi a sárga felkelő nap. A pajzs felett egy ezüstszínű sisakot helyeztek el vörös és arany színű sisakdísszel. A pajzs alatt sárga szalagra írták fel az ország mottóját vörös betűkkel: „Unity and Freedom” (Egység és szabadság).